# Regele Scorpion (film)
Regele Scorpion (în engleză The Scorpion King) este un film de acțiune american din 2002, regizat de Chuck Russell și avându-i în rolurile principale pe Dwayne "The Rock" Johnson, Kelly Hu, Grant Heslov și Michael Clarke Duncan. El este un spin-off (film derivat) din seria Mumia și urmărește povestea lui Mathayus, Regele Scorpion, personaj prezentat în Mumia revine.
Evenimentele din Regele Scorpion au loc cu 5.000 ani înaintea celor din Mumia și Mumia revine și dezvăluie originile lui Mathayus și ascensiunea sa la putere ca Regele Scorpion. Numele său este o referire la un rege real din perioada protodinastică a istoriei Egiptului Antic, Scorpion II.

## Rezumat
Mathayus (Johnson), ultimul mercenar akkadian adevărat, împreună cu fratele său vitreg, Jesup, și cu prietenul său, Rama, este angajat de către regele Pheron (Rees) pentru a omorî un vrăjitor, ale cărui puteri profetice îi permit violentului împărat egiptean Memnon (Brand) să-și conducă imperiul cu o mână de fier.
Mathayus se furișează în tabăra lui Memnon și găsește drumul spre cortul vrăjitoarei, unde descoperă că vrăjitorul lui Memnon este de fapt o vrăjitoare frumoasă pe nume Cassandra (Hu). Din păcate, Mathayus este descoperit și prins de către gărzi, datorită trădării fiului lui Pheron, Takmet (Facinelli), conducând la uciderea lui Jesup și Rama.
Înainte ca Memnon să-l ucidă pe Mathayus, Cassandra protestează, susținând că zeii îl favorizează pe Mathayus și uciderea acestuia din urmă ar atrage mânia lor. Neputând să-l ucidă el-însuși pe Mathayus, Memnon l-a îngropat în nisip până la gât pentru ca furnicile să-l atace. Cu ajutorul hoțului de cai Arpid (Heslov), pe care Mathayus îl întâlnise mai devreme, el reușește să scape.
La palatul lui Memnon, Cassandra îi spune lui Memnon că armatele lui vor face cuceriri pe frontul de vest și că regina Isis(Howard) și soldații ei se vor împrăștia în cele patru vânturi. Memnon dă apoi ordine oamenilor săi să-și pregătească soldații pentru campania finală. Cassandra îl avertizează pe Memnon că metodele lui nu vor aduce pace, dar Memnon refuză să asculte și își declară intenția de a o face pe Cassandra regina lui după terminarea campaniei de cuceriri.
Mathayus intră în Gomora cu ajutorul lui Arpid și a unui băiat, Tutu, care îl ajută să se strecoare în interiorul palatului lui Memnon. Ei se opresc pentru scurt timp în laboratorul magicianului de la curtea lui Memnon, Philos (Hill), care îl conduce pe Mathayus în curte unde Memnon se antrena. Mathayus încearcă să tragă de sus asupra lui Memnon, dar Tutu este prins și acuzat de furt. Fără tragere de inimă, Mathayus îl salvează pe Tutu, căruia Takmet urma să îi taie mâna, alertând gărzile.
Mathayus fuge înapoi la Philos, care accidental îl catapultează în clădirea unde se afla haremul lui Memnon, în care femeile îl dezarmează și cheamă gărzile. Apoi, Mathayus cade în apartamentele private ale Cassandrei. După o lungă urmărire, Mathayus o răpește pe Cassandra, se reîntâlnește cu Arpid și ei fug către Valea Mortului, unde Mathayus crede că Memnon va încerca să o recupereze pe Cassandra. Cassandra încearcă să fugă de Mathayus, dar el o convinge că ea va fi în siguranță cu el.
Cu toate acestea, Memnon își trimite mâna dreaptă, Thorak (Moeller), pentru a-l ucide pe Mathayus, împreună cu un grup de soldați. Cu ajutorul unei furtuni de nisip, Mathayus reușește să omoare soldații unul câte unul, inclusiv pe Thorak, dar Thorak îl înjunghie pe Mathayus în picior cu o săgeată care avea în vârf venin de scorpion. Cu riscul de a-și pierde viața, Cassandra își foloseste puterile ei pentru a-l vindeca pe Mathayus și ei își continuă călătoria. Memnon află între timp de moartea lui Thorak și se pregătește pentru a-și distruge inamicii în ziua următoare.
În deșert, cei trei se întâlnesc cu Philos, care a reușit să scape din oraș. El a lucrat în deșert, unde a reușit să realizeze o pulbere explozivă pe bază de salpetru. Bucuros să o vadă pe Cassandra în siguranță, Philos se alătură lui Mathayus. Grupul găsește o oază, unde e prins într-o ambuscadă, iar cei patru sunt răpiți de un grup de oameni care lucrează pentru Balthazar (Duncan), regele nubian și conducătorul dușmanilor lui Memnon, care nu are încredere în Mathayus și intenționează să-l omoare pe el, pe ceilalți doi bărbați și pe Cassandra. Are loc o luptă brutală între Mathayus și Balthazar. Mathayus câștigă lupta în cele din urmă și-l convinge pe Balthazar că luptă de aceeași parte a baricadei. Balthazar le permite să stea o noapte în sanctuarul său. Totuși, Cassandra are o viziune a lui Memnon și a armatei lui măcelărind tribul rebel și îl informează pe Mathayus, prevăzând că el va muri în confruntarea cu Memnon. Mathayus o asigură pe Cassandra că el își va face propriul său destin, și ei doi au împreună o noapte de intimitate. În dimineața următoare, Cassandra se întoarce la Memnon, sperând să-l oprească din drum.
Mathayus și Balthazar decid să colaboreze pentru a o salva pe Cassandra și a-l ucide pe Memnon. În timp ce Memnon o găsește pe Cassandra și aproape o ucide, Mathayus intervine și îl atacă el însuși pe dictator. Rebelii conduși de Balthazar se bat cu oștile lui Memnon în timp ce Arpid și Philos plasează saci cu pulbere explozivă în piatra de temelie a palatului. Balthazar pătrunde către cartierul lui Memnon și îl ajută pe Mathayus în lupta cu Memnon și cu oamenii lui, dar izbucnește un incendiu și ei sfârșesc prin a fi despărțiți.
Balthazar îl întâlnește și îl ucide pe Takmet, răzbunându-l pe Pheron, în timp ce Mathayus se luptă cu Memnon la marginea acoperișului palatului. După cum se vede în viziunea Cassandrei, Mathayus este săgetat în spate de un soldat, dar nu fatal. Cassandra îl ucide pe soldat în timp ce Mathayus se folosește de arcul său, pe care Takmet îl lăsase pe o masă din apropiere și de aceeași săgeată pentru a trage în Memnon. Forța săgeții îl împinge pe Memnon de pe acoperiș, în timp ce sacii cu pulbere explodează, omorând cea a mai mare parte a oștilor lui Memnon. Ca urmare a morții războinicului lor, soldații rămași trec de partea lui Mathayus și-l declară Regele Scorpion.
În final, Mathayus și Cassandra, acum Regele și Regina Egiptului, își iau adio de la Balthazar. Cassandra îi dezvăluie apoi lui Mathayus că noaptea petrecută cu el nu a dus la pierderea puterilor ei. Aceasta era o minciună pentru a-l opri pe Memnon să profite de ea. Ea îl avertizează subtil pe Mathayus de o viziune pe care a avut-o cu privire la destinul său oribil, dar Mathayus decide că ei își vor face propriul lor destin.

## Distribuție
- Dwayne Johnson - Mathayus
- Steven Brand - Memnon
- Kelly Hu - Cassandra
- Grant Heslov - Arpid
- Bernard Hill - Philos
- Michael Clarke Duncan - Balthazar
- Peter Facinelli - prințul Takmet
- Sherri Howard - regina Isis
- Ralf Möller - Thorak
- Branscombe Richmond - Jesup
- Roger Rees - regele Pheron
- Conrad Roberts as Chieftain
- Joseph Ruskin - șef de trib
- Esteban Cueto - Rama
- Nils Allen Stewart as Torturer
- Tyler Mane as Barbarian Chieftain

## Recepție

### Răspuns critic
Filmul a primit recenzii mixte. Regele Scorpion are în prezent un rating de 41% pe situl Rotten Tomatoes, în urma a 133 de opinii. Metacritic i-a acordat filmului un scor mediu de 45 bazat pe 30 de opinii.
James Berardinelli de la ReelViews i-a dat filmului două stele (din patru), declarând: "Este posibil să se facă un film de acțiune / aventură captivant de acest fel, dar Regele Scorpion nu este așa ceva." Dennis Harvey de la Variety i-a făcut o recenzie pozitivă, afirmând că filmul "emoționează în principal prin cascadorii și agilitate mai degrabă decât prin excesul CGI."
Nathan Rabin de la A.V. Club al The Onion i-a făcut filmului o recenzie ușor pozitivă, numindu-l "prototip al filmului de vară, conceput pentru a fi consumat, savurat și apoi uitat". Owen Gleiberman de la Entertainment Weekly i-a dat filmului un scor C+, numindu-l "greoi și evident", dar adăugând că The Rock "îl ține unit". 
Jonathan Foreman de la New York Post i-a făcut o recenzie negativă, spunând că Regele Scorpion "nu are niciuna dintre calitățile (intrigă epică, originalitate relativă și sete de sânge) care l-au făcut pe Conan atât de captivant."

### Box office
Filmul a adus încasări de 165.333.180 $ și a avut un buget de producție de 60 de milioane $.

## Coloană sonoră
Lista melodiilor
1. "I Stand Alone" de Godsmack
2. "Set It Off (Tweaker Remix)" de P.O.D.
3. "Break You" de Drowning Pool
4. "Streamline" de System of a Down
5. "To Whom It May Concern" de Creed
6. "Yanking Out My Heart" de Nickelback
7. "Losing My Grip" de Hoobastank
8. "Only the Strong" de Flaw
9. "Iron Head" de Rob Zombie feat. Ozzy Osbourne
10. "My Life" de 12 Stones
11. "Along the Way" de Mushroomhead
12. "Breathless" de Lifer
13. "Corrected" de Sevendust
14. "Burn It Black" de Injected
15. "27" de Breaking Point
16. "Glow" de Coal Chamber

## Prequel
Un prequel intitulat Regele Scorpion: Războinicul a fost lansat la 19 august 2008 pe DVD și Blu-ray. Michael Copon l-a înlocuit pe Dwayne Johnson în rolul tânărului Mathayus.

## Continuare
O continuare intitulată Regele Scorpion: Răscumpărarea a fost lansată la 10 ianuarie 2012 pe DVD și Blu-ray Disc cu Victor Webster în rolul lui Mathayus.

## Vezi și
- Listă de filme despre Egiptul antic